# Trafoia trinitatis
Trafoia trinitatis är en tvåvingeart som först beskrevs av Thompson 1963.  Trafoia trinitatis ingår i släktet Trafoia och familjen parasitflugor. Inga underarter finns listade i Catalogue of Life.